# Comuna de Dziemiany
Dziemiany (polaco: Gmina Dziemiany) é uma gminy (comuna) na Polónia, na voivodia de Pomerânia e no condado de Kościerski. A sede do condado é a cidade de Dziemiany.
De acordo com os censos de 2004, a comuna tem 4029 habitantes, com uma densidade 32,2 hab/km².

## Área
Estende-se por uma área de 124,97 km², incluindo:
- área agricola: 25%
- área florestal: 59%

## Demografia
Dados de 30 de Junho 2004:
|                      | Total   | Total | Mulheres | Mulheres | Homens  | Homens |
| -------------------- | ------- | ----- | -------- | -------- | ------- | ------ |
|                      | pessoas | %     | pessoas  | %        | pessoas | %      |
| População            | 4029    | 100   | 2036     | 50,5     | 1993    | 49,5   |
| Densidade (pop./km²) | 32,2    | 100   | 16,3     | 16,3     | 15,9    | 15,9   |

De acordo com dados de 2005, o rendimento médio per capita ascendia a 1971,04 zł.

## Comunas vizinhas
- Brusy, Karsin, Kościerzyna, Lipusz, Studzienice